# Mariusz Treliński
Mariusz Jerzy Treliński (ur. 28 marca 1962 w Warszawie) – polski reżyser operowy, filmowy i teatralny, dyrektor artystyczny Teatru Wielkiego - Opery Narodowej w Warszawie.

## Życiorys i realizacje filmowe
Studiował reżyserię w Państwowej Wyższej Szkole Filmowej, Telewizyjnej i Teatralnej w Łodzi (absolwent 1986). Zadebiutował w 1987 roku filmem telewizyjnym Zad wielkiego wieloryba według scenariusza napisanego wspólnie z Januszem Wróblewskim. Jego kolejny film Pożegnanie jesieni (1990), adaptacja powieści Stanisława Ignacego Witkiewicza, miał swoją premierę na Festiwalu Filmowym w Wenecji i przyniósł reżyserowi m.in. Nagrodę Przewodniczącego Komitetu Kinematografii za debiut reżyserski oraz Nagrodę im. Andrzeja Munka. Za swój kolejny film – Łagodna według opowiadania Fiodora Dostojewskiego (1995) otrzymał nagrodę dziennikarzy na 20. Festiwalu Polskich Filmów Fabularnych w Gdyni. W 2000 roku nakręcił Egoistów. W latach 1989–1991 był członkiem Komitetu Kinematografii.
Od maja 2005 do sierpnia 2006 był dyrektorem artystycznym Teatru Wielkiego - Opery Narodowej w Warszawie. W październiku 2008 roku, po przerwie, został ponownie mianowany zastępcą dyrektora ds. artystycznych, a w marcu 2011 dyrektorem artystycznym Teatru Wielkiego - Opery Narodowej. Funkcję tę pełni do dziś.

## Reżyseria teatralna i operowa
W ramach pracy w teatrze zrealizował m.in. Makbeta. W 1995 roku zadebiutował w operze, na zamówienie festiwalu Warszawska Jesień reżyserując w Teatrze Wielkim w Warszawie Wyrywacza serc Elżbiety Sikory według prozy Borisa Viana. W 1999 roku wyreżyserował Madame Butterfly Pucciniego ze scenografią Borisa Kudlički, z którym nawiązał stałą współpracę. W 2001 roku inscenizacja Madame Butterfly na zaproszenie Plácido Domingo została przeniesiona do Washington Opera. 
Kolejne inscenizacje Trelińskiego w Warszawie to: Król Roger Szymanowskiego (2000), za reżyserię którego został w 2001 laureatem Nagrody im. Karola Szymanowskiego, Otello Verdiego (2001), Oniegin Czajkowskiego (2002) i Don Giovanni Mozarta (2002; Los Angeles, 2003); za tę ostatnią realizację otrzymał Nagrodę Krytyki Artystycznej im. Cypriana Kamila Norwida. W 2001 roku otrzymał też Paszport „Polityki” za nowoczesne, inteligentne, trafiające do współczesnego widza realizacje oper na scenie Teatru Wielkiego w Warszawie.
Wyreżyserował Damę pikową Czajkowskiego w berlińskiej Staatsoper Unter den Linden pod dyrekcją Daniela Barenboima z Plácidem Domingo w roli Hermana (2003), Andrea Chénier Giordana (Washington Opera 2004; TW-ON 2005) i Cyganerię Pucciniego (TW-ON 2006; Washington Opera 2007). W 2006 roku otrzymał Nagrodę im. Konrada Swinarskiego, przyznaną przez miesięcznik „Teatr” za reżyserię Andrei Chénier i Cyganerii w warszawskiej Operze Narodowej. W 2007 zrealizował ponownie Króla Rogera w Operze Wrocławskiej. 
Rok później stworzył nową inscenizację Króla Rogera w Teatrze Maryjskim pod batutą Walerija Giergijewa, pokazał ją też na Festiwalu Teatralnym w Edynburgu. Następnie zrealizował Borysa Godunowa Musorgskiego w Wilnie (TW-ON 2009) oraz Orfeusza i Eurydykę Glucka w Słowackim Teatrze Narodowym w Bratysławie (koprodukcja TW-ON 2008, wystawiana również w Tel Awiwie w 2012 roku).
W 2009 roku w Teatrze Maryjskim i na Festiwalu w Baden-Baden odbyła się premiera jednoaktówek: Aleka Rachmaninowa i Jolanty Czajkowskiego pod batutą Giergijewa z Anną Netrebko i Piotrem Beczałą w rolach głównych. Zrealizował Traviatę Verdiego (2010), którą osadził w duchu filmu Boba Fosse’a All That Jazz, następnie Turandot Pucciniego (2011), Latającego Holendra Wagnera, Manon Lescaut Pucciniego w koprodukcji z La Monnaie i Welsh National Opera. W swojej produkcji połączył dwie baśnie: Jolantę Czajkowskiego i Zamek Sinobrodego Bartóka (koprodukcja z Metropolitan Opera w Nowym Jorku). 
Traviatę Verdiego (2010). Następnie zrealizował Turandot Pucciniego (2011), Latającego Holendra Wagnera, Manon Lescaut Pucciniego w koprodukcji z La Monnaie i Welsh National Opera. W swojej produkcji z 2013 roku połączył dwie baśnie: Jolantę Czajkowskiego i Zamek Sinobrodego Bartóka, tworząc operowy dyptyk (koprodukcja z Metropolitan Opera w Nowym Jorku). Treliński jako pierwszy polski reżyser zadebiutował w Met –  na najważniejszej scenie operowej świata, na której z sukcesem zaprezentował swoje dzieło w 2015. Główne partie w spektaklach zaśpiewały Anna Netrebko i Nadja Michael, a „The New York Times” określił dzieło jako „wyjątkowo udaną i przekonującą produkcję”, natomiast pomysł połączenia obu tytułów – za „niezwykły i fascynujący”. 
W 2014 roku w Welsh National Opera wyreżyserował Boulevard Solitude Hansa Warnera Henzego, w Teatrze Narodowym w Pradze Salome Straussa. W 2015 roku Mariusz Treliński zaprezentował Jolantę/Zamek Sinobrodego Metropolitan Opera z udziałem Anny Netrebko i Nadji Michael w rolach głównych. W tym samym roku zrealizował Powder Her Face Adèsa. Spektakl powstał w koprodukcji z La Monnaie, został zaprezentowany w brukselskich Halles de Schaerbeek. W 2016 roku reżyser otrzymał za niego Prix de l’Europe Francophone przyznawaną przez Association Professionnelle de la Critique Théâtre, Musique et Danse. 
Jego inscenizacja Tristana i Izoldy Wagnera  na wyjątkowe zamówienie Metropolitan Opera – zrealizowana została w 2016 roku kolejno w: Baden-Baden, Warszawie, Nowym Jorku (otwarcie sezonu 2016/2017 w The Metropolitan Opera ) i Pekinie. Po sukcesie w Metropolitan Opera, Jolantę w inscenizacji Mariusza Trelińskiego widzowie we Florencji mogli oglądać w kwietniu 2016 roku podczas prestiżowego Festiwalu Maggio Musicale Fiorentino w 2016 roku. W 2017 roku w Warszawie realizował Umarłe miasto Korngolda (koprodukcja: La Monnaie), a w 2018 nową inscenizację Króla Rogera.  
W 2019 roku zrealizował Halkę Moniuszki, premiera odbyła się w grudniu w Theater an der Wien z udziałem Piotra Beczały w roli Jontka, Tomasza Koniecznego w roli Janusza, pod muzyczną dyrekcją Łukasza Borowicza. W lutym 2020 roku spektakl został pokazany na scenie Teatru Wielkiego - Opery Narodowej. W 2021 roku wyreżyserował Cardillaca Paula Hindemitha, a w 2023 roku Moc przeznaczenia Verdiego (koprodukcja z The Metropolitan Opera, gdzie została pokazana w lutym 2024 roku) , Petera Gimesa Benjamina Brittena z Peterem Weddem w partii tytułowej oraz Kobieta bez cienia Ryszarda Straussa (premierą w Lyonie w październiku 2023 roku).  
Dwukrotnie nominowany do prestiżowej International Opera Award w kategorii „najlepszy reżyser operowy”, otrzymał operowego Oscara w 2018 roku.  

## Życie prywatne
Był mężem aktorki Moniki Donner-Trelińskiej, z którą ma syna Piotra.

## Wybrana twórczość

### Inscenizacje operowe
- Wyrywacz serc Elżbiety Sikory – Teatr Wielki w Warszawie (1995)
- Madame Butterfly Giacoma Pucciniego – Teatr Wielki w Warszawie (1999), Washington Opera (2001), Teatr Maryjski w Sankt Petersburgu (2005), Opera Izraela (2008)
- Król Roger Karola Szymanowskiego – Teatr Wielki w Warszawie (2000)
- Otello Giuseppe Verdiego – Teatr Wielki w Warszawie (2001)
- Oniegin Piotra Czajkowskiego – Teatr Wielki w Warszawie (2002)
- Don Giovanni Wolfganga Amadeusza Mozarta – Teatr Wielki w Warszawie (2002), Los Angeles Opera (2003), Opera Wrocławska (2011)
- Dama pikowa Piotra Czajkowskiego – Staatsoper w Berlinie (2003), Teatr Wielki w Warszawie (2004), Teatr Wielki w Łodzi (2010), Opera Izraela (2010)
- Andrea Chénier Umberta Giordano – Teatr Wielki w Poznaniu (2004), Washington Opera (2004), Teatr Wielki w Warszawie (2005)
- Cyganeria Giacoma Pucciniego – Teatr Wielki w Warszawie (2006)
- Król Roger Karola Szymanowskiego (nowa wersja) – Opera Wrocławska (2007)
- Orfeusz i Eurydyka Christopha Willibalda Glucka – Opera w Bratysławie (2008), Teatr Wielki w Warszawie (2009), Opera Izraela (2012)
- Aleko Siergieja Rachmaninowa i Jolanta Piotra Czajkowskiego – Teatr Maryjski w Sankt Petersburgu w koprodukcji z Festspielhaus w Baden-Baden (2009)
- Traviata Giuseppe Verdiego – Teatr Wielki w Warszawie (2010)
- Turandot Giacoma Pucciniego – Teatr Wielki w Warszawie (2011)
- Latający Holender Richarda Wagnera – Teatr Wielki w Warszawie (2012)
- Manon Lescaut Giacoma Pucciniego – Teatr Wielki w Warszawie w koprodukcji z Théatre Royal de la Monnaie w Brukseli oraz Welsh National Opera w Cardiff (2012)
- Jolanta Piotra Czajkowskiego i Zamek Sinobrodego Beli Bartóka - Teatr Wielki w Warszawie w koprodukcji z The Metropolitan Opera (2013)
- Boulevard Solitude Hansa Wernera Henzego - Welsh National Opera (2014)
- Salome Ryszarda Straussa - Teatr Wielki w Warszawie w koprodukcji z Teatrem Narodowym w Pradze (2015)
- Powder Her Face Thomasa Adèsa – Teatr Wielki w Warszawie w koprodukcji z La Monnaie w Brukseli (2016)
- Tristan i Izolda Ryszarda Wagnera – Teatr Wielki w Warszawie z The Metropolitan Opera (inscenizacja została prezentowana w Nowym Jorku na otwarcie sezonu 2016/2017), Festspielhaus Baden-Baden (marzec 2016) i National Centre for the Performing Arts w Pekinie (sierpień 2017)
- Umarłe miasto Ericha Wolfganga Korngolda – Teatr Wielki w Warszawie w koprodukcji z La Monnaie w Brukseli (2017)
- Ognisty Anioł Siergieja Prokofiewa - Teatr Wielki - Opera Narodowa (2018) w koprodukcji z Festival d’Aix-en-Provence oraz Den Norske Opera & Ballett
- Król Roger Karola Szymanowskiego - Teatr Wielki w Warszawie (2018)
- Halka Stanisława Moniuszki – Theater an der Wien w Wiedniu (2019)
- Cardillac Paula Hindemitha - Teatr Wielki w Warszawie (2022)
- Moc przeznaczenia Giuseppe Verdiego - Teatr Wielki w Warszawie z The Metropolitan Opera (2023)
- Peter Grimes Benjamina Brittena - Teatr Wielki - Opera Narodowa (2023) w koprodukcji z Izraelską Operą w Tel Awiwie
- Kobieta bez cienia Ryszarda Straussa - Opera w Lyonie (2023)

### Inscenizacje teatralne
- Lautréamont-Sny według Pieśni Maldorora Comte de Lautréamonta – Teatr Studio w Warszawie (1992)
- Natalia Fiodora Dostojewskiego – Teatr Telewizji (1995)
- Pająk Hansa Everesta – Teatr Telewizji (1995)
- Makbet Williama Szekspira – Teatr Powszechny w Warszawie (1996)
- Adrianne Lecouvreur Augustina E. Scribe’a i Ernesta Legouvé’a – Teatr Telewizji (1997)

### Filmografia
- Film o pankach (1983)
- Zad wielkiego wieloryba (1987)
- Pożegnanie jesieni (1990)
- Łagodna (1995)
- Egoiści (2000)

### Teledyski
- Kazik Staszewski, „Spalam się” (1991)[13]

## Odznaczenia i wyróżnienia
- 1991 – Nagroda Przewodniczącego Komitetu Kinematografii za debiut reżyserski (Pożegnanie jesieni)
- 1995 – Nagroda dziennikarzy za reżyserię filmu Łagodna na 20. FPFF
- 2000 – Nagroda im. Karola Szymanowskiego za reżyserię Króla Rogera
- 2001 – Paszport „Polityki”
- 2003 – Nagroda im. Cypriana Kamila Norwida za reżyserię Don Giovanniego
- 2006 – Nagroda im. Stanisława Ignacego Witkiewicza[14]
- 2006 – Nagroda im. Konrada Swinarskiego (przyznawana przez redakcję miesięcznika „Teatr”) – za reżyserię oper Andrea Chénier i Cyganeria w Teatrze Wielkim-Operze Narodowej[8]
- 2013 – Krzyż Kawalerski Orderu Odrodzenia Polski[15].
- 2018 – International Opera Awards w kategorii „najlepszy reżyser”[16]
- 2020 – Nagroda im. Konrada Swinarskiego (przyznawana przez redakcję miesięcznika „Teatr”) – za reżyserię opery Halka w Teatrze Wielkim-Operze Narodowej[8]
- 2025 – Złoty Medal „Zasłużony Kulturze Gloria Artis”[17]